# Pat Crowley
Patricia „Pat“ Crowley (* 17. September 1933 in Olyphant, Pennsylvania) ist eine US-amerikanische Schauspielerin, die seit 1950 in mehr als 120 Film- und Fernsehproduktionen mitwirkte. Bekanntheit erlangte sie vor allem durch ihre Gast- oder Nebenrollen in zahlreichen Filmen, Serien und Sitcoms über einen Zeitraum von über 60 Jahren bis zu ihrem Karriereende 2012. Für ihre Leistungen erhielt Crowley 1954 den Golden Globe Award als beste Nachwuchsdarstellerin.

## Leben
Pat Crowley wurde am 17. September 1933 als eines von zwei Geschwistern in Olyphant, Pennsylvania geboren. Ihr Vater Vincent Crowley († 1961) war Minenarbeiter. Ihre ältere Schwester Ann Crowley (1929–2023) wurde später ebenfalls Schauspielerin, beendete ihre Laufbahn jedoch nach wenigen Auftritten in Fernsehserien in den 1950er-Jahren.
Im Alter von sieben Jahren zog Pat Crowley mit ihrer Familie nach New York, wo sie ab dem Alter von elf Jahren als Model tätig war. Bereits mit siebzehn Jahren spielte sie ihre erste kleine Filmrolle, nachdem sie zuvor bei einem Casting die weibliche Hauptrolle in Southern Exposure am Broadway erhielt und dafür 1951 den Theatre World Award als beste Newcomerin gewann. Größere Bekanntheit als Filmschauspielerin erreichte Crowley 1953 in Forever Female an der Seite von Ginger Rogers und William Holden. 
In den folgenden Jahren spielte Crowley mehrere Haupt- und größere Nebenrollen in Kinofilmen, darunter zwei Filme mit Jerry Lewis und Dean Martin: Der tollkühne Jockey von 1953 sowie Alles um Anita von 1956. Für ihre schauspielerischen Leistungen in Der tollkühne Jockey und Forever Female erhielt Crowley 1954 den Golden Globe Award als beste Nachwuchsdarstellerin. Im Laufe ihrer Filmkarriere spielte Crowley an der Seite von Stars wie Rosemary Clooney, Barbara Stanwyck, Tony Curtis oder James Garner. Zu ihren bekanntesten Filmauftritten gehörten Hauptrollen in dem Western Ritt in den Tod sowie im Filmdrama Der Schläger von Chicago. Außerdem war Crowley in den 1950er und 1960er Jahren als Stargast in mehreren Fernsehserien und Shows zu sehen und gehörte in der Rolle der Joan Nash zur Stammbesetzung der von 1965 bis 1967 produzierten Sitcom Unser trautes Heim.
Seit den 1980er-Jahren spielt Crowley vorwiegend in Fernsehserien mit. Unter anderem gehörte sie zur Stammbesetzung der Serien Generations und Port Charles. In ihrer Laufbahn absolvierte sie Auftritte in mehreren Dutzend bekannter Fernsehserien und Sitcoms, darunter 1986 in neun Folgen von Der Denver-Clan in der Rolle der Emily Fallmont. 1971 spielte Crowley zudem das Mordopfer Lenore Kennicutt im Columbo-Krimi Mord mit der linken Hand. In späteren Jahren trat sie unter anderem als Gaststar in Serien wie The Closer und Cold Case – Kein Opfer ist je vergessen auf. 1997 und 1998 spielte sie in drei Folgen von Beverly Hills, 90210 die Rolle der Audrey Cutler. Crowley war bis 2012 als Filmschauspielerin aktiv, ihren letzten Serienauftritt hatte sie 2009. Sie wurde im Laufe ihrer Karriere von verschiedenen Sprechern synchronisiert. In den Filmen Ritt in den Tod und Alles um Anita sowie in der Fernsehserie Hotel war Renate Danz ihre deutsche Stimme.
1957 heiratete Crowley den Anwalt Gregory Hookstratten, mit dem sie eine Tochter und einen Sohn bekam. Die Ehe wurde geschieden. Seit 1986 ist sie mit dem Fernsehproduzenten Andy Friendly verheiratet.

## Filmografie (Auswahl)

### Filme
- 1953: Die pikanten Jahre einer Frau (Forever Female)
- 1953: Der tollkühne Jockey (Money from Home)
- 1954: Red Garters
- 1955: Der Schläger von Chicago (The Square Jungle)
- 1956: Es gibt immer ein Morgen (There’s Always Tomorrow)
- 1956: Ritt in den Tod (Walk the Proud Land)
- 1956: Alles um Anita (Hollywood or Bust)
- 1959: Al Capone kehrt zurück (The Scarface Mob)
- 1960: Die Wölfe von Los Angeles (Key Witness)
- 1963: Getrennte Betten (The Wheeler Dealers)
- 1964: Solo für O.N.C.E.L. – Agent auf Kanal D (The Man From U.N.C.L.E.)
- 1972: Die Promenadenmischung (The Biscuit Eater)
- 1978: Was soll denn nur mit Vater werden? (A Family Upside Down; Fernsehfilm)
- 2001: 61 (Fernsehfilm)
- 2012: Mont Reve

### Fernsehserien
Soweit nicht anders erwähnt je 1 Folge
- 1950: The Chevrolet Tele-Theatre
- 1951–1952: A Date with Judy (1 Staffel, Folgenanzahl unbekannt)
- 1959: Josh (Wanted: Dead Or Alive)
- 1959: Maverick (3 Folgen)
- 1959: Cheyenne
- 1959, 1963: 77 Sunset Strip (2 Folgen)
- 1961: Kein Fall für FBI (The Detectives)
- 1963: Bonanza
- 1963: Twilight Zone
- 1964: Solo für O.N.C.E.L. (The Man from U.N.C.L.E.)
- 1965–1967: Unser trautes Heim  (Please Don’t Eat the Daisies,  58 Folgen)
- 1968: Die Leute von der Shiloh Ranch (The Virginian)
- 1971: Columbo: Mord mit der linken Hand (Death Lends a Hand)
- 1972: Owen Marshall – Strafverteidiger (Owen Marshall: Counselor at Law)
- 1975–1976: Joe Forrester (22 Folgen)
- 1976: Die Straßen von San Francisco (106. Die Angst, die umbringt)
- 1977: Eine amerikanische Familie (Family)
- 1978/1983: Fantasy Island (2 Folgen)
- 1978–1982: Love Boat (The Love Boat, 3 Folgen)
- 1979: Detektiv Rockford – Anruf genügt (The Rockford Files)
- 1979: Drei Engel für Charlie (Charlie’s Angels, Folge: Dame im Spiel)
- 1980: Happy Days
- 1980: Hawaii Fünf-Null (Hawaii Five-0)
- 1981: Drei Engel für Charlie (Charlie’s Angels, Folge: Der verkannte Wohltäter)
- 1983: Matt Houston
- 1984: Falcon Crest (2 Folgen)
- 1985: Hotel
- 1985: Airport
- 1986: Der Denver-Clan (Dynasty, 9 Folgen)
- 1987: Mord ist ihr Hobby (Murder, She Wrote)
- 1989: Generations (65 Folgen)
- 1996: Melrose Place
- 1997–1998: Beverly Hills, 90210 (3 Folgen)
- 1998: Friends
- 1998: Pacific Blue – Die Strandpolizei (Pacific Blue)
- 1999: Charmed – Zauberhafte Hexen (Charmed)
- 2000: Family Law
- 2005: Reich und Schön (The Bold and the Beautiful, 4 Folgen)
- 2009: Cold Case – Kein Opfer ist je vergessen (Cold Case)
- 2013: Deadly Weekend